# George Buck

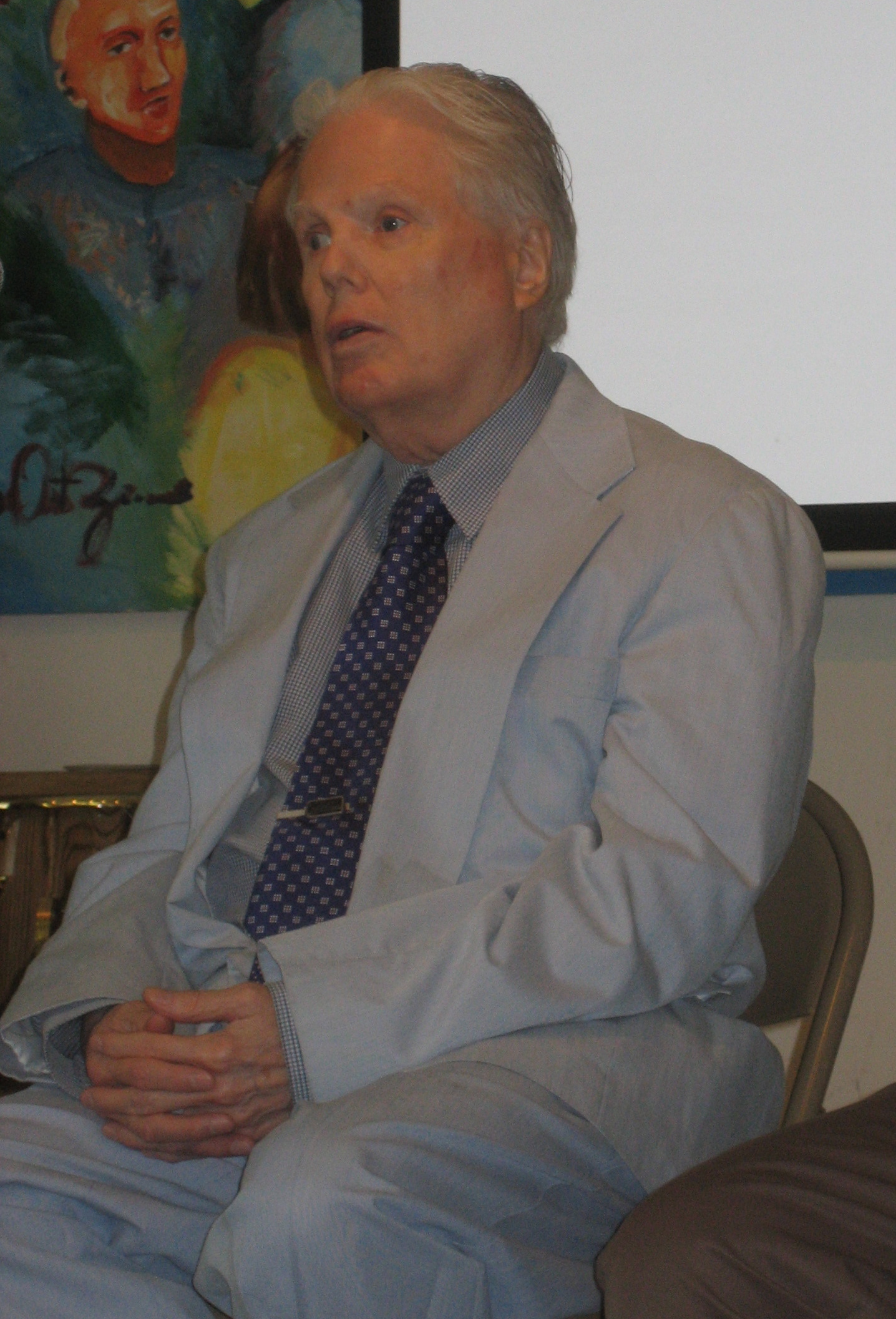
George Buck, 2006

George Herman Buck Jr. (* 1. Februar 1929 in New Jersey; † 11. Dezember 2013 in New Orleans) war ein US-amerikanischer Impresario und Musikproduzent.
Buck produzierte 1949 in New York seine erste Jazz-Schallplatte, als er sein Label GHB Records gründete. Anfang der 1960er Jahre besaß er mehrere Radiostationen unter anderem in Philadelphia, Charlotte, Ohio und WTIX in New Orleans, die er von Atlanta aus steuerte. Er gründete und erwarb auch mehrere Jazzlabel, darunter American Music Records (übernommen von Bill Russell), Circle Records, Southland, Audiophile und Jazzology, benannt nach der Radioshow, in der er 1947 seine Karriere begann. Sie sind heute alle Sub-Labels von Jazzology., mit einem umfangreichen Katalog, der die jahrzehntelange Aufnahmeaktivitäten von Jazz und Blues in New Orleans widerspiegelt. 1987 gründete er The George H. Buck, Jr., Jazz Foundation. 1987 zog er nach New Orleans um und betrieb dort mit seiner Frau Nina das Palm Court Jazz Café in der Decatur Street, in dem Traditional Jazz gespielt wurde und Buck einen Plattenversand betrieb; ein Großteil des Schallplattenbestands wurde durch den Hurrikan Katrina zerstört. Er starb im Dezember 2013 im Alter von 84 Jahren an einem Herzinfarkt.